# 施皮岑施泰因山 (蓋爾塔爾阿爾卑斯山脈)
46°44′29″N 12°34′53″E / 46.74139°N 12.58139°E
施皮岑施泰因山（德語：Spitzenstein），是奧地利的山峰，位於該國西部，由蒂羅爾州負責管轄，屬於蓋爾塔爾阿爾卑斯山脈的一部分，海拔高度2,265米，人類在1984年7月25日首次登頂。